# Trichodes
Genre
Trichodes est un genre d'insectes de l'ordre des coléoptères, de la famille des Cleridae.

## Historique et dénomination
Le genre a été décrit par l'entomologiste allemand Johann Friedrich Wilhelm Herbst en 1792. Étymologie : du grec τριχωτός = velu. Les spécimens de ce genre présentent tous une pilosité franche. 

### Synonymie
- Pachyscelis Hope, 1840

## Principales espèces présentes en Europe
- Trichodes affinis Chevrolat 1843
- Trichodes albanicus Winkler & Zirovnicky 1980
- Trichodes alvearius (Fabricius 1792)
- Trichodes ammios (Fabricius 1787)
- Trichodes apiarius (Linnaeus 1758)
- Trichodes crabroniformis (Fabricius 1787)
- Trichodes creticus Brodsky 1982
- Trichodes cyprius Reitter 1893
- Trichodes favarius (Illiger 1802)
- Trichodes flavocinctus Spinola 1844
- Trichodes ganglbaueri Escherich 1893
- Trichodes graecus Winkler & Zirovnicky 1980
- Trichodes laminatus Chevrolat 1843
- Trichodes leucopsideus (Olivier 1795)
- Trichodes longissimus (Abeille 1881)
- Trichodes nobilis Klug 1842
- Trichodes octopunctatus (Fabricius 1787)
- Trichodes olivieri (Chevrolat 1843)
- Trichodes punctatus Fischer von Waldheim 1829
- Trichodes quadriguttatus Adams 1817
- Trichodes similis Kraatz 1894
- Trichodes sipylus (Linnaeus 1758)
- Trichodes suturalis Seidlitz 1891
- Trichodes umbellatarum (Olivier 1795)
- Trichodes winkleri Zirovnicky 1976
- Trichodes zaharae Chevrolat 1861

## Principales espèces présentes en France
- Trichodes leucopsideus (Olivier 1795)
- Trichodes octopunctatus (Fabricius 1787)
- Trichodes flavocinctus Spinola 1844
- Trichodes apiarius (Linnaeus 1758)
- Trichodes umbellatarum (Olivier 1795)
- Trichodes alvearius (Fabricius 1792)

Quatre de ces espèces sont communes sur tout le territoire, les deux autres espèces étant plus régionales. Ce sont des parasites d'hyménoptères (Apis, Osmia, Anthophora, Megachile etc.). Les adultes sont floricoles et peuvent éventuellement être carnassiers. Les larves, à des stades différents, se nourrissent exclusivement de leurs hôtes. Les mâles ont des fémurs postérieurs plus renflés que ceux des femelles.